# Баккагерди
Баккагерди (исл. Bakkagerði; слушатьо файле) — небольшое поселение на берегу Боргар-фьорда в Исландии. Местное население в повседневной речи обычно называет своё поселение «Боргарфьордюр», по названию фьорда. 

## География
Баккагерди расположен примерно в 70 км к северо-востоку от Эйильсстадира, в общине Боргарфьярдархреппюр (исл. Borgarfjarðarhreppur) на Восточных Фьордах и насчитывает около 80 жителей (по состоянию на 2019 год). Поселение и близлежащая местность обслуживаются аэропортом Боргарфьордюр-Эйстри, находящимся примерно в одном километре к югу в долине реки Фьярдарау.
Поселение располагается на западном побережье Боргар-фьорда. К северо-западу от Баккагерди находится горы Хаудейисфьядль (исл. Hádegisfjall), Рёйдскридюфьядль (исл. Rauðskriðufjall) и Гейтавикюртува (исл. Geitavíkurþúfa), а к югу — гора Йёкюльсаурюпс (исл. Jökulsárups). В 5 км на запад от Баккагерди находится одна из самых высоких горных систем восточной Исландии — Дирфьёдль (исл. Dyrfjöll). На к югу от поселения находится большая долина, которая простирается примерно на 10 километров вглубь от конца Боргар-фьорда.

## История
Баккагерди зарегистрирован как торговый порт в 1894 году, хотя порт был построен по меньшей мере годом ранее. Однако природная гавань, в которой был построен порт, слишком мала, поэтому впоследствии портовые сооружения были значительно улучшены за счет строительства пристани возле полуострова Хабнархольми на противоположном берегу Боргар-фьорда.
Недалеко от Баккагерди находится напоминающее город скальное образование Аульваборг (исл. Álfaborg, дословно — «город эльфов»). По местным легендам это крупный эльфийский город с ратушей, несколькими церквями и большим числом жителей. Боргильдюр, королева эльфов Исландии, живет там со своим двором.
Художник Йоуханнес Кьярваль вырос в Гейтавике в окрестностях Баккагерди и написал несколько произведений изображающих эту местность. Расписанный им в 1914 году алтарь в Баккагердискиркье является одна из наиболее известных работ Кьярваля. На росписи можно увидеть Иисуса Христа, произносящего Нагорную проповедь из Аульваборга, с Дирфьёдлем на заднем плане, а среди слушателей Иисуса можно увидеть лица жителей Баккагерди.
В Баккагерди есть рыбоперерабатывающий завод, детский сад и начальная школа, медпункт, магазин, банковское отделение, каферий, кемпинг, несколько отелей и гостевых домов. В общином доме находится комната-музей посвященная художнику Йоханнесу Кьярвалу, где представлена экспозиция рассказывающая о годах его детства в Баккагерди. Несколько в стороне от города находится кладбище и церковь Баккагердискиркья, которая была перевезена в поселение из Десьярмири (исл. Desjarmýri) на рубеже XX века.
C 2005 года на старом рыбоперерабатывающем заводе в Баккагерди в последнюю субботу июля проводится ежегодный музыкальный фестиваль Bræðslan (рус. Переработка). Фестиваль получил награду «Роза пустошей» в 2010 году за выдающуюся культурную работу в сельской местности.

## Галерея

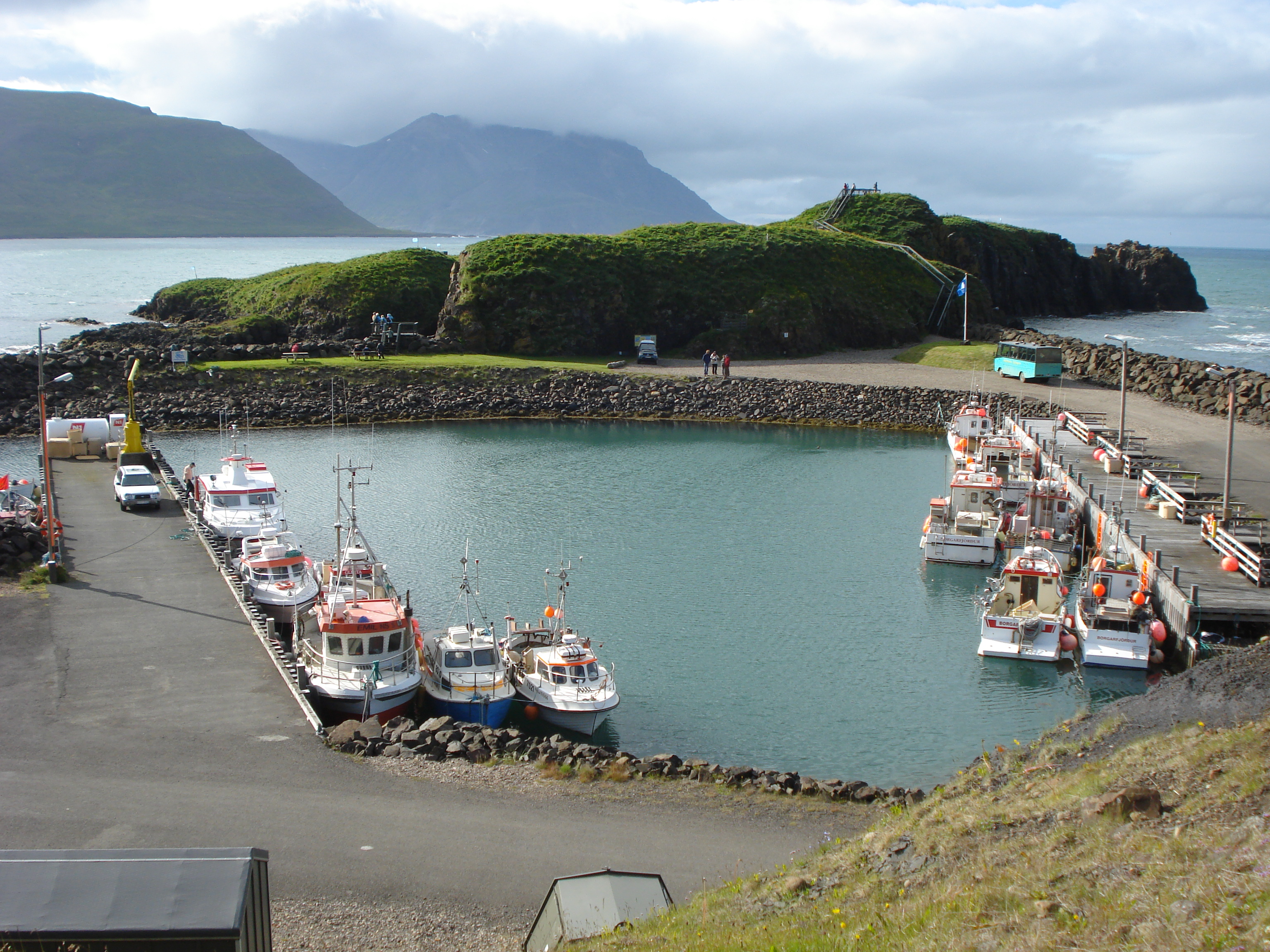
Гавань Баккагерди
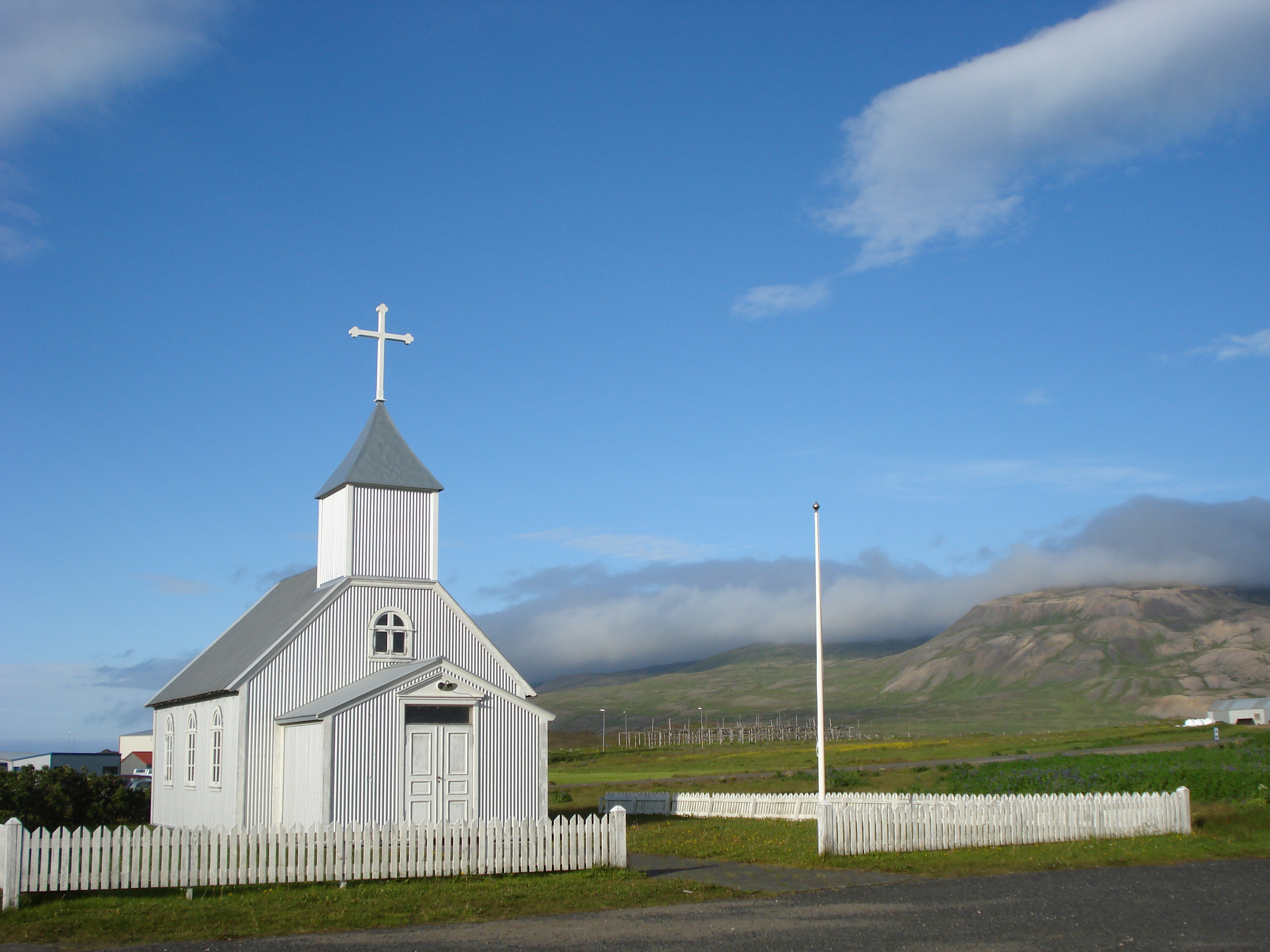
Баккагердискиркья
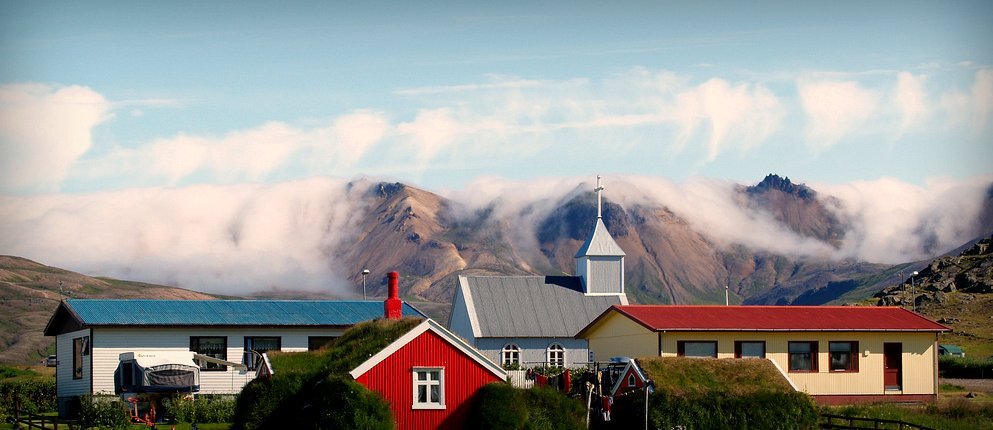
Вид на поселение со стороны гавани
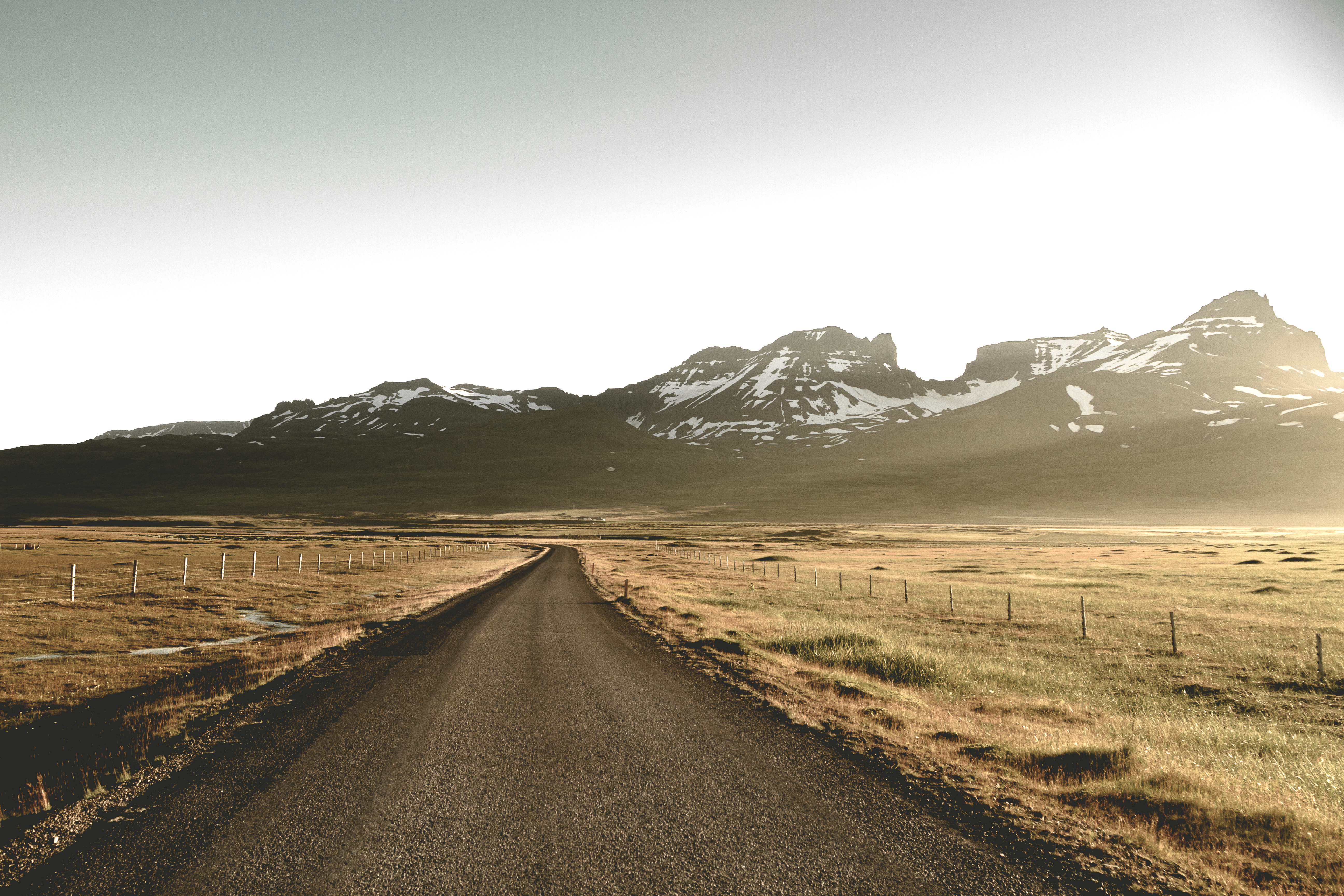
Вид в сторону Баккагерди со стороны Хабнархоульми. Видны горы Хаудейисфьядль, Рёйдскридюфьядль и Гейтавикюртува (справа на лево)
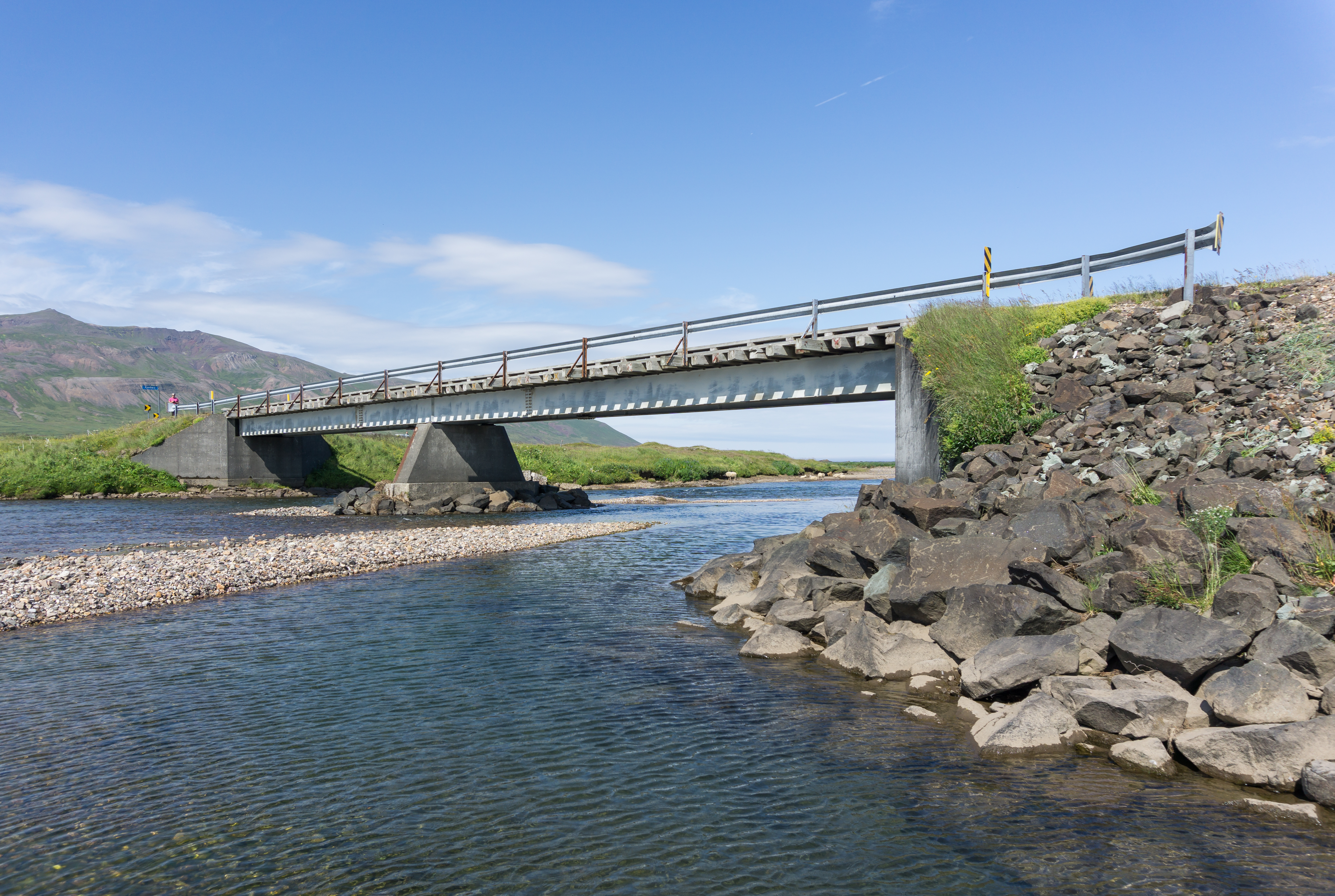
Мост через реку Фьярдарау на подъездах к Баккагерди